# 남주 박씨
남주 박씨(南州朴氏)는 황해도 남천을 본관으로 하는 한국의 성씨이다.
시조는 박장수(朴長秀)라는 인물로 선조는 밀양 박씨이며 남주군(南州君)에 봉해졌다.

## 참고 자료
- “남주박씨(南州朴氏)”. 뿌리를 찾아서.[깨진 링크(과거 내용 찾기)]